# Hessen-darmstädtisches Kreisregiment
Das Hessen-darmstädtische Kreisregiment war eine militärische Einheit, die 1697 in Gießen errichtet wurde und als Heeresaufgebot des Oberrheinischen Reichskreises Teil der Reichsarmee war.

## Regimentsinhaber
1. 1697–1707: Prinz Karl Wilhelm von Hessen-Darmstadt
2. 1709–1716: Prinz Franz Ernst von Hessen-Darmstadt
3. 1716–1735: Graf  Philipp Karl von Erbach-Fürstenau
4. 1738–1782: Prinz Georg Wilhelm von Hessen-Darmstadt

## Einsatzgeschichte
- 1701–1714: Teilnahme am Spanischen Erbfolgekrieg, besonders an den Kämpfen um Landau in der Pfalz, unter dem Regimentskommandeur Hartmann Samuel Hoffmann von Löwenfeld (1653–1709)
- 1733–1735: Teilnahme am Polnischen Thronfolgekrieg
- 1747–1749: in holländischen Diensten
- 1756–1763: Teilnahme am Siebenjährigen Krieg
- 1796 als II. Bataillon dem Regiment „Landgraf“ einverleibt